# Israel Lozano
Israel Lozano (Madrid, 21 de gener de 1975) és un tenor líric espanyol.
Criat al barri de Carabanchel va iniciar els seus estudis amb la soprano Emelina López i el tenor Alfredo Kraus. Va estudiar a l'Escola Superior de Canto i a l'Escola Superior de Música Reina Sofía de Madrid, obtenint el títol de G.P.D. en Òpera al Conservatori Peabody de la Universitat Johns Hopkins, als Estats Units. El 2002-04 es va graduar en el Young Artist Program de la Washington National Opera sota la direcció artística de Plácido Domingo. El 2003 va guanyar, per primera vegada en Operalia -el concurs per a joves talents lírics- tres premis: Òpera, Sarsuela i el Premi del Públic.
Va debutar el 2004 al Teatre Real de Madrid, cantant el paper Belfiore a Il viaggio a Reims i en 2006 el paper de Javier Moreno a Luisa Fernanda, al Theater an der Wien de Viena, al costat de Plácido Domingo, i Alfredo a La traviata, al Festival de Ludwigsburg a Alemanya i al Gran Teatre del Liceu de Barcelona. Ha cantat papers principals en els teatres de l'Òpera Nacional de Washington, Òpera de Los Angeles, Boston, Gran Òpera de Florida, Santiago de Xile, Festival Menuhin a Suïssa, Palau Euskalduna, Teatro Campoamor, Teatro Real (Madrid), Carnegie Hall a Nova York i amb l'Orquestra Simfònica Nacional dels Estats Units.